# Galoolley (Togdheer)
Galoolley (ook: Galooley, Galoolleey, Galole, Galoleh, Gololi) is een dorp in het District Oodweyne, regio Togdheer, in de niet-erkende staat Somaliland (en dus de jure nog steeds gelegen in Somalië). Galoolley ligt 19,7 km ten noordwesten van de districtshoofdstad Oodweyne. Galoolley moet niet worden verward met een gelijknamig dorp in het District Gabiley in de regio Woqooyi-Galbeed, eveneens in Somaliland.